# جين أندرسون (صحفية أمريكية)
جين أندرسون (بالإنجليزية: Jane Anderson؛ بالألمانية: Jane Anderson) هي مقدمة برامج إذاعية وصحفية وكاتِبة ومؤلفة أمريكية وألمانية، ولدت في 6 يناير 1888 في أتلانتا في الولايات المتحدة، وتوفيت في 5 مايو 1972 في مدريد في إسبانيا بسبب مرض.